# Christian Knees
Christian Knees (Keulen, 5 maart 1981) is een Duits voormalig wielrenner.

## Overwinningen
1999
Eindklassement Ronde van Lorraine, Junioren
2001
5e etappe FBD Insurance Rás
2002
1e etappe Ronde van Thüringen, Beloften
2003
4e etappe Ronde van Thüringen, Beloften
4e etappe Ronde van Gironde
2006
Ronde van Keulen
2008
Eindklassement Ronde van Beieren
2010
 Duits kampioen op de weg, Elite
2013
1e etappe deel B Ronde van Trentino (ploegentijdrit)
2e etappe Ronde van Italië (ploegentijdrit)
2019
Bergklassement Herald Sun Tour

## Resultaten in voornaamste wedstrijden
| Jaar | Ronde van Italië | Ronde van Frankrijk | Ronde van Spanje |
| ---- | ---------------- | ------------------- | ---------------- |
| 2006 | 73e              | 103e                |                  |
| 2007 | 72e              | 47e                 |                  |
| 2008 |                  | 29e                 |                  |
| 2009 |                  | 21e                 | 43e              |
| 2010 |                  | 90e                 |                  |
| 2011 |                  | 64e                 |                  |
| 2012 |                  | 82e                 |                  |
| 2013 | 60e              |                     | 79e              |
| 2014 |                  |                     | opgave           |
| 2015 |                  |                     | 91e              |
| 2016 | 66e              |                     | 124e             |
| 2017 |                  | 144e                | 124e             |
| 2018 | 91e              |                     |                  |
| 2019 | 96e              |                     |                  |
| 2020 |                  |                     |                  |

| Jaar | Milaan-San Remo | Gent-Wevelgem | Ronde van Vlaanderen | Parijs-Roubaix | Amstel Gold Race | Luik-Bast.‑Luik | Ronde van Lombardije | Eschborn-Frankfurt | Waalse Pijl | Brabantse Pijl |  | WK op de weg |  | Wereldranglijsten |
| ---- | --------------- | ------------- | -------------------- | -------------- | ---------------- | --------------- | -------------------- | ------------------ | ----------- | -------------- |  | ------------ |  | ----------------- |
| 2006 |                 | 40e           | 35e                  |                |                  |                 |                      |                    |             | 57e            |  | 98e          |  |                   |
| 2007 |                 | 33e           |                      |                |                  |                 |                      |                    |             |                |  | opgave       |  | 127e (UPT)        |
| 2008 | 94e             | 137e          | 72e                  | 62e            | 46e              | 38e             |                      | 5e                 | 24e         | 46e            |  | opgave       |  | 93e (UPT)         |
| 2009 | 18e             |               |                      |                | 11e              | 58e             |                      | Brons              | 32e         | 8e             |  | opgave       |  | 225e (UWK)        |
| 2010 | 50e             | 11e           |                      |                | 67e              | 65e             |                      | 25e                | 45e         |                |  | 29e          |  | 231e (UWK)        |
| 2011 |                 |               |                      |                | 54e              | opgave          | opgave               |                    | 75e         |                |  | 131e         |  |                   |
| 2012 |                 | 14e           | 58e                  | 56e            |                  |                 |                      | 31e                |             |                |  | 80e          |  |                   |
| 2013 |                 |               |                      |                |                  |                 | opgave               | 61e                |             |                |  |              |  |                   |
| 2014 | opgave          | 47e           | 95e                  | 65e            | opgave           |                 | opgave               |                    |             |                |  | opgave       |  |                   |
| 2015 |                 | 29e           | opgave               | 81e            |                  |                 |                      |                    |             |                |  | opgave       |  |                   |
| 2016 |                 | opgave        | 72e                  | opgave         |                  |                 |                      |                    |             |                |  |              |  |                   |
| 2017 |                 | 110e          | 102e                 | 59e            |                  |                 |                      |                    |             |                |  |              |  | 412e (UWT)        |
| 2018 |                 | 77e           | opgave               | 87e            |                  |                 |                      |                    |             |                |  |              |  |                   |
| 2019 |                 |               | 48e                  | opgave         |                  |                 |                      |                    |             |                |  |              |  |                   |
| 2020 |                 | opgave        | 103e                 |                |                  |                 |                      |                    |             | opgave         |  |              |  |                   |

## Ploegen
- 2004 –  Team Wiesenhof
- 2005 –  Team Wiesenhof
- 2006 –  Team Milram
- 2007 –  Team Milram
- 2008 –  Team Milram
- 2009 –  Team Milram
- 2010 –  Team Milram
- 2011 –  Sky ProCycling
- 2012 –  Sky ProCycling
- 2013 –  Sky ProCycling
- 2014 –  Team Sky
- 2015 –  Team Sky
- 2016 –  Team Sky
- 2017 –  Team Sky
- 2018 –  Team Sky
- 2019 –  Team Sky
- 2019 –  Team INEOS [a]
- 2020 –  Team INEOS

Wielerploegen van Christian Knees
Grabsch ·
Heppner ·
Knees ·
Lochowski ·
Meinke ·
Müller · 
Obst ·
Podlesch ·
Poitschke ·
Schröder ·
Siedler · 
Wackernagel
Grabsch ·
Greipel ·
Heppner (tot 31/08) ·
Knees ·
Kopp ·
Müller · 
Musiol ·
Obst ·
Poitschke ·
Radochla ·
Schröder ·
Siedler · 
Wackernagel ·
Thomas (stagiair) ·
Wagner (stagiair) 
Becke ·
Cadamuro ·
Celestino ·
Cortinovis ·
den Bakker · 
Djoedja ·  
Ghisalberti ·
Gobbi · 
Grabsch ·
Haueisen ·
Hryvko · 
Iglinski ·
Jurčo · 
Knees ·
Lorenzetto · 
Müller ·
Musiol ·
Ongarato ·   
Petacchi ·
Poitschke ·
Rigotto ·
Sabatini ·
Sacchi ·   
Schröder ·
Scognamiglio ·
Siedler ·
Vanotti ·
Velo ·
Visconti ·
Zabel
Astarloa ·
Celestino ·
Cortinovis ·
Djoedja ·  
Ghisalberti ·
Grabsch ·
Haueisen ·
Hryvko · 
Jurčo · 
Knees ·
Lancaster ·
Lorenzetto · 
Müller ·
Ongarato ·   
Petacchi ·
Poitschke ·
Rigotto ·
Sabatini ·
Sacchi ·   
Schröder ·
Schwager ·
Scognamiglio ·
Sieberg ·
Siedler ·
Terpstra ·
Velo ·
Zabel ·
Barla (stagiair) ·
Orlandi (stagiair) ·
Salvi (stagiair)
Astarloa (tot 31/05) ·
Barla ·
Djoedja ·  
Eichler ·
Gajek ·
Ghisalberti ·
Grabsch ·
Haueisen ·
Hryvko · 
Jurčo · 
Knees ·
Kux ·
Lancaster ·
Müller ·
Ongarato ·   
Petacchi (tot 30/04) ·
Poitschke ·
Rigotto ·
Roels ·
Sabatini ·
Schröder ·
Schwager ·
Terpstra ·
M. Velits ·
P. Velits ·
Velo ·
Zabel ·
Geschke (stagiair) ·
Hassink (stagiair) ·
Schluter (stagiair)
Barla ·
Ciolek ·  
Eichler ·
Förster ·
M. Fothen ·
T. Fothen ·
Fröhlinger ·
Gajek ·
Gerdemann ·
Knaven ·
Knees ·
Kux ·
Müller ·
Roels ·
Rohregger ·
Russ ·
Scholz ·
Schröder ·
Stroetinga ·
Terpstra ·
M. Velits ·
P. Velits ·
Voss ·
Wegmann ·
Wrolich
Caruso (tot 30/06) ·
Ciolek ·
De Vocht ·  
Eichler ·
Förster ·
M. Fothen ·
T. Fothen ·
Fröhlinger ·
Gajek ·
Gerdemann ·
Kluge ·
Knaven (tot 15/08) ·
Knees ·
Nerz ·
Roberts ·
Roels ·
Rohregger ·
Russ ·
Schröder ·
Sentjens (tot 31/08) ·
Stroetinga ·
Terpstra ·
Voss ·
Wegmann ·
Wrolich ·
Schäfer (stagiair) ·
Weicht (stagiair)
Appollonio ·
Arvesen ·
Augustyn ·
Barry ·
Boasson Hagen ·
Carlström ·
Cioni ·
Cummings · 
Downing ·
Dowsett ·
Flecha ·
Froome ·
Gerrans ·
Hayman ·
Henderson ·
Hunt ·
Kennaugh ·
Knees ·
Löfkvist ·
Nordhaug ·
Pauwels ·
Possoni ·
Rogers ·
Stannard ·
Sutton ·
Swift ·
Thomas ·
Urán ·
Wiggins ·
Zandio ·
Puccio (stagiair)
Appollonio ·
Barry ·
Boasson Hagen ·
Cavendish  ·
Eisel ·
Dowsett ·
Flecha ·
Froome ·
Henao ·
Hayman ·
Hunt ·
Kennaugh ·
Knees ·
Löfkvist ·
Nordhaug ·
Pate ·
Porte ·
Puccio ·
Rogers ·
Rowe ·
Siwtsow ·
Stannard ·
Sutton ·
Swift ·
Thomas ·
Urán ·
Wiggins ·
Zandio ·
Martinelli (stagiair) 
Boasson Hagen ·
Boswell ·
Cataldo ·
Dombrowski ·
Eisel ·
Edmondson ·
Froome ·
Henao ·
Hayman ·
Kennaugh ·
Kiryjenka ·
Knees ·
López ·
Pate ·
Porte ·
Puccio ·
Rasch ·
Rowe ·
Siwtsow ·
Stannard ·
Sutton ·
Swift ·
Thomas ·
Tiernan-Locke ·
Urán ·
Wiggins ·
Zandio
Boasson Hagen · Boswell · Cataldo · Deignan · Dombrowski · Earle · Edmondson · Eisel · Froome · Seb. Henao · Ser. Henao · Kennaugh · Kiryjenka · Knees · López · Nieve · Pate · Porte · Puccio · Rasch · Rowe · Siwtsow · Stannard · Sutton · Swift · Thomas · Tiernan-Locke · Wiggins   · Zandio
Boswell · Deignan · Earle · Eisel · Fenn · Froome · Seb.Henao · Ser.Henao · Kennaugh · Kiryjenka   · Knees · König · López · Nieve · Nordhaug · Pate · Poels · Porte · Puccio · Roche · Rowe · Siwtsow · Stannard · Sutton · Swift · Thomas · Viviani · Wiggins   (tot 12/04) · Zandio · Geoghegan Hart (stagiair) · Peters (stagiair)
Boswell · Deignan · Fenn · Froome · Gołaś · Seb.Henao · Ser.Henao · Intxausti · Kennaugh · Kiryjenka   · Knees · König · Kwiatkowski · Landa · López · Moscon · Nieve · Nordhaug · Peters · Poels · van Poppel · Puccio · Roche · Rowe · Stannard · Swift · Thomas · Viviani · Zandio · Doull (stagiair)
Boswell · Deignan · Dibben · Doull · Elissonde · Froome · Geoghegan Hart · Gołaś · Seb. Henao · Ser. Henao · Intxausti · Kennaugh · Kiryjenka · Knees · Kwiatkowski · Landa · López · Moscon · Nieve · Poels · van Poppel · Puccio · Rosa · Rowe · Stannard · Thomas · Viviani · Wiśniowski
van Baarle · Basso · Bernal · Castroviejo · de la Cruz · Deignan · Dibben · Doull · Elissonde · Froome · Geoghegan Hart · Gołaś · Halvorsen · Seb. Henao · Ser. Henao · Intxausti · Kiryjenka · Knees · Kwiatkowski · Lawless · López · Moscon · Poels · Puccio · Rosa · Rowe · Sivakov · Stannard · Thomas · Wiśniowski
van Baarle · Basso · Bernal · Castroviejo · de la Cruz · Doull · Dunbar · Elissonde · Froome · Ganna · Geoghegan Hart · Gołaś · Halvorsen · Seb. Henao · Kiryjenka · Knees · Kwiatkowski · Lawless · Moscon · Narváez · Poels · Puccio · Rosa · Rowe · Sivakov · Sosa · Stannard · Swift · Thomas
Amador · Basso · Bernal · Carapaz  · Castroviejo · Dennis   · Doull · Dunbar · Froome · Ganna   · Geoghegan Hart · Gołaś · Hayter · Henao · Kiryjenka (t/m 31 januari) · Knees · Kwiatkowski · Lawless · Moscon · Narváez · Puccio · Rivera · Rodriguez · Rowe · Sivakov · Sosa · Stannard · Swift · Thomas · Van Baarle · Wurf (vanaf 1 februari)